# Strada statale 85 (Polonia)
La strada statale 85 (sigla DK 85, in polacco droga krajowa 85) è una strada statale polacca che attraversa il Paese da Nowy Dwór Mazowiecki a Kazuń Polski.